# Eparchia Kioto i zachodniej Japonii
Eparchia Kioto i zachodniej Japonii – jedna z trzech eparchii Japońskiego Kościoła Prawosławnego. Funkcję jej katedry pełni sobór Zwiastowania w Kioto. Obecnie eparchia nie posiada ordynariusza, którego obowiązki jako locum tenens pełni metropolita Tokio i całej Japonii Daniel (Nushiro). 
W 1906 w Kioto został powołany stały wikariat eparchii Tokio, stanowiącej centrum rosyjskiej misji prawosławnej w Japonii. W 1970, tj. w momencie uzyskania statusu autonomii przez Japoński Kościół Prawosławny, w Kioto powołana została niezależna eparchia.
Eparchii podlegają prawosławne parafie na terytorium Kioto i Osaki oraz prefektur Kagoshima, Okayama, Tokushima, Hiroszima, Hyōgo i Aichi. Według witryny struktury na jej terenie czynne są następujące świątynie:
- sobór Zwiastowania w Kioto
- cerkiew św. Mateusza w Toyohashi
- cerkiew Objawienia Pańskiego w Nagoya
- cerkiew św. Jana Damasceńskiego w Handa
- cerkiew Opieki Matki Bożej w Osace
- cerkiew Zaśnięcia Matki Bożej w Kobe
- cerkiew Zstąpienia Ducha Świętego w Tokushimie
- cerkiew w Okayamie
- cerkiew Opieki Matki Bożej w Hitoyoshi
- cerkiew św. Jakuba w Kagoshimie
- cerkiew w Kumamoto
- cerkiew w Fukuoce